# John Taylor (pianista)
John Taylor (Manchester, 25 de setembro de 1942 - Segré, 17 de julho de 2015) foi um pianista britânico. Foi um dos compositores e pianistas de jazz mais famoso da Europa.
A carreira de John Taylor começou em 1969 com a sua associação com o saxofonista John Surman e Alan Skidmore. Taylor fez parte do quarteto de Skidmore até 1973. Ele também está acompanhando a cantora Cleo Laine, e membro do quarteto de Ronnie Scott. Taylor já trabalhou com inúmeros artistas de jazz de todo o mundo (Jan Garbarek, Enrico Rava, Gil Evans, Lee Konitz, Charlie Mariano, Ronnie Scott) entre outros, e lançou uma série de álbuns em seu próprio nome. Taylor ocupava o cargo de professor de piano. Faleceu de ataque cardiaco enquanto atuava no Saveurs Jazz Festival em Segré, França.

## Discografia
- Pause, and Think Again (1971)
- Decipher (1973)
- Blue Glass (live) (1991)
- Ambleside Days (1992)
- Solo (1992)
- Overnight (2002)
- Rosslyn (2003)
- Songs and Variations (2005)
- Angel of the Presence (2006)
- Whirlpool (2007)
- Requiem for a Dreamer (2011)
- Giulia's Thursdays (2012)